# Dimetilamilammina
La dimetilamilammina (DMAA), nota impropriamente come Geranamina, è una sostanza simile all'anfetamina che, prima del ban ufficiale da parte della FDA e della WADA, era impiegata negli integratori alimentari e nei prodotti destinati agli sportivi in qualità di "fat burner" (ossia per bruciare i grassi), inibitore dell'appetito o stimolante. Può pure essere contenuta nelle pasticche da discoteca (party pills). 
La sostanza agisce sul sistema nervoso centrale, causando una notevole stimolazione dello stesso, del senso di benessere ed euforia e della resistenza fisica; agisce a livello sistemico anche come potente induttore della lipolisi e del dispendio energetico; come reazioni avverse può causare un aumento significativo della pressione arteriosa, insufficienza respiratoria, tachicardia o addirittura un infarto cardiaco. Non autorizzata in Italia, la DMAA figura nell'elenco delle sostanze dopanti della WADA. La DMAA, nota anche come 1,3-dimetilamilammina, metilessaneammina, 1,3-dimetilpentilammina, è un prodotto di sintesi, anche se molto spesso viene menzionata sotto il nome di «Geranium root extract» (estratto della radice del geranio) o «Geranium oil extract» (olio di geranio), perché è presente naturalmente nelle radici della pianta del geranio.
Ci sono state almeno tre morti nel mondo dello sport connesse con la DMAA, cosa che ha portato le agenzie internazionali sportive ed olimpiche al suo inserimento in tutte le liste di sostanze dopanti di quasi tutti i paesi.